# گذرنامه آندورایی

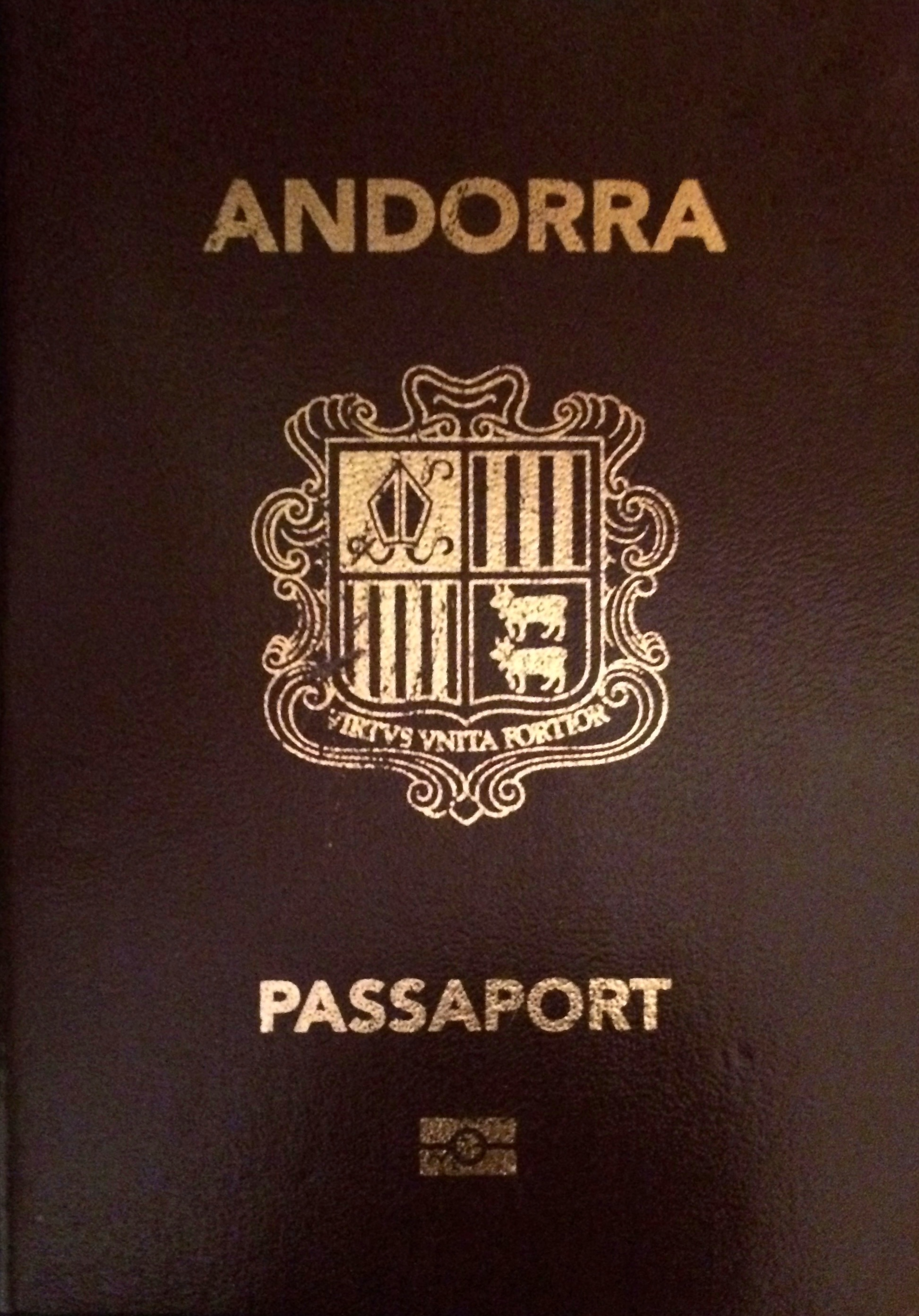
نمایی از یک‌نسخه گذرنامهٔ آندورایی در سال ۲۰۱۵

گذرنامهٔ آندورایی یک مدرک سفر بین‌المللی است که توسط کشور آندورا صادر می‌شود و بنا بر داده‌های سال ۲۰۲۳، دارندگان آن می‌توانستند به ۱۷۰ کشور دیگر بدون دریافت ویزا سفر کنند یا ویزا را در بدو ورود دریافت نمایند. این گذرنامه بر اساس رتبه‌بندی شاخص گذرنامهٔ هنلی در سال ۲۰۲۳ در رتبهٔ ۱۹ قرار داشت.